# Yağlıdere Çayı
Der Yağlıdere Çayı ist ein Zufluss des Schwarzen Meeres im Nordosten der Türkei.
Der Yağlıdere Çayı entspringt im Pontischen Gebirge.
Der Fluss strömt in überwiegend nördlicher Richtung durch das Bergland des Landkreises Yağlıdere der Provinz Giresun. Der Fluss passiert dabei die Ortschaft Yeşilpınar sowie die Kreisstadt Yağlıdere. 
Der Yağlıdere Çayı mündet schließlich am Westrand der Küstenstadt Espiye ins Schwarze Meer.
Der Yağlıdere Çayı hat eine Länge von ca. 90 km. 